# François Achille Longet
François Achille Longet (Saint-Germain-en-Laye, 25 maggio 1811 – Bordeaux, 20 aprile 1871) è stato un fisiologo e anatomista francese.

## Biografia
Fu studente di François Magendie (1783-1855). Nel 1853 ottenne la cattedra per insegnare fisiologia presso la Facolta di Medicina a Parigi. Uno dei suoi studenti più conosciuti fu il fisiologo tedesco Moritz Schiff (1823-1896).
Longet è ricordato per una vasta ricerca sul sistema nervoso autonomo, e sugli esperimenti fisiologici delle colonne anteriori e posteriori del midollo spinale, in particolare sulla funzionalità sensoriale e del motore. Inoltre, è accreditato per aver descritto una dettagliata descrizione sull'innervazione nervosa della laringe. Con Jean Pierre Flourens (1794-1867), eseguì degli esperimenti sul sistema nervoso centrale degli animali.

## Opere principali
Nel 1843, con Jacques-Joseph Moreau (1804-1884), Jules Baillarger (1809-1890) e Laurent Alexis Philibert Cerise (1807-1869), fondò l'Annales médico-psychologiques, un diario di psichiatria ancora oggi in pubblicazione . Di seguito sono alcuni dei suoi notevoli scritti:
- Recherches expérimentales et pathologiques sur les propriétés et les fonctions des faisceaux de la moelle épinière et des racines des nerfs rachidiens (1841).
- Traité l'Anatomie et Physiologie du Système nerveux de l'Homme et des Animaux vertébrés (1842).
- Traite de physiologie (1850-).